# Dietlinde Turban
Pour les articles homonymes, voir Turban (homonymie).
Dietlinde Turban, nom d’artiste de Dietlinde Turban-Maazl, née le 27 août 1957 à Reutlingen, est une actrice allemande.

## Biographie et carrière
Dietlinde Turban a grandi à Munich, elle est la fille d'un médecin et d'une pianiste. Son frère est le violoniste Ingolf Turban. En plus de ses études secondaires à Munich, elle étudie le violon, le chant et la danse classique à la Hochschule für Musik und Theater München (Université de musique et des arts de Munich). Elle perfectionne ses études de violon avec Dorothee Delay et sa formation d’actrice avec Peter Brook et Lee Strasberg au Terry Schreiber Studio de New York.
Elle a fait ses débuts sur scène à l'âge de 19 ans au Residenztheater de Munich. Elle y incarne Gretchen dans une production de Michael Degen de Faust (pièce de Goethe). 
Elle poursuit son répertoire classique en tenant les rôles de Louise dans Cabale et Amour de Friedrich von Schiller, Minna von Barnhelm  dans la pièce du même nom de Gotthold Ephraim Lessing, Desdémonde dans Othello de Shakespeare (qui lui vaudra le Hersfeld-Preis ou prix Hersfeld de la meilleure actrice en 1982). Dans l'adaptation théâtrale de l'opéra L'Orfeo de Claudio Monteverdi, mise en scène par Jean-Pierre Ponnelle à l'Opéra de Zurich (1978), Dietlinde Turban incarne Eurydice, Rachel Yakar interprétant la partie vocale du personnage.
En plus d'autres apparitions sur scène dans des pièces de théâtre de Jean Anouilh et Jean Giraudoux, elle participe à des productions télévisuelles telle la série policière Derrick . Sa carrière s'internationalise, avec des films en France, en Italie et aux USA : dans le film américain Liés par le sang (1979) avec Audrey Hepburn, dans la coproduction internationale d’Alberto Negrin La Chute de Mussolini aux côtés d'Anthony Hopkins et Annie Girardot (1985) et dans la production télévisée française L'ingénieur aimait trop les chiffres de Michael Favart (1989).
À l'âge de 27 ans, après avoir épousé le chef d'orchestre de renommée mondiale Lorin Maazel en 1986, elle se retire pour se consacrer à sa famille, elle a trois enfants Leslie, Orson et Tara.
Ce n'est qu'en 2003 qu'elle réapparaît à la télévision, dans Der Thronfolger avec Maria Schell, puis dans un épisode de SOKO 5113.
En 2004, elle joue sa première pièce One Woman Play Constantly Risking Absurdity au Cherry Lane Theatre de New York, à la George Mason University et pour l'American Austrian Foundation à Salzbourg. 
En 1996, elle fonde avec son mari une école privée pour les familles à faible revenu dans l’État de Virginie où elle réside et développe ainsi un projet éducatif pilote conçu pour explorer de nouvelles façons d'intégrer les valeurs artistiques et esthétiques vitales dans les programmes scolaires, inspiré par Rudolf Steiner .
En 2009, elle cofonde le Castleton Festival avec son mari. Après son décès en 2014, elle en prend la direction artistique et générale .
Dietlinde Turban Maazel vit principalement à New York où elle travaille en tant que metteur en scène et coach privé. Elle a créé le cours "Acting for Singers" pour l'université Rutgers. Elle enseigne également à l'International Vocal Arts Institute aux États-Unis et aux Highland Opera Studios au Canada .

## Distinctions
- 1982 : Hersfeld-Preis, catégorie meilleure actrice
- 1983 : Bambi, catégorie meilleure actrice de séries

## Filmographie (sélection)

### Cinéma
- 1978 : L’Orféo de Jean-Pierre Ponnelle : Eurydice
- 1979: Liés par le sang de Terence Young: Terenia
- 1983: Der Salzprinz de Martin Holly: La princesse Barbora
- 2009 : Elah and the moon de Vera Mulyani: Selene

### Télévision
- 1978: Derrick : L’erreur (Abendfrieden) : Annabelle Schönerer
- 1978: Derrick : Le mystère (Abitur) : Lisa Klose
- 1980 : Kabale und Liebe de Heinz Schirk d’après la pièce de Schiller Cabale et Amour
- 1982: Mozart (mini-série) : Aloyasa Weber
- 1982: Derrick :  L’alibi (Das Alibi) : Martina Busse
- 1985: La Chute de Mussolini (mini-série) : Felicitas Beetz
- 1985: Derrick: La danseuse (Die Tänzerin) : Katrin May
- 1989 : L'ingénieur aimait trop les chiffres : Linda Sorbier
- 2003 : SOKO 5113 : Die Stimme : Marianne Lorenz

## Sites internet
- Notices d'autorité :   - VIAF
  - ISNI
  - BnF (données)
  - LCCN
  - GND
  - Espagne
  - Pays-Bas
  - Israël
  - NUKAT
  - Tchéquie
  - WorldCat
- Notices dans des dictionnaires ou encyclopédies généralistes :   - Deutsche Biographie
  - Munzinger
- Ressources relatives à l'audiovisuel :   - AllMovie
  - Allociné
  - Filmportal
  - IMDb
- Ressource relative au spectacle :   - Archives suisses des arts de la scène
- Dietlinde Truban site officiel